# Conus pseudaurantius
Espèce
Conus pseudaurantius est une espèce de mollusques gastéropodes marins de la famille des Conidae.
Comme toutes les espèces du genre Conus, ces escargots sont prédateurs et venimeux. Ils sont capables de « piquer » les humains et doivent donc être manipulés avec précaution, voire pas du tout.

## Distribution
Cette espèce est présente dans la mer des Caraïbes et au large des Petites Antilles.

## Taxonomie

### Publication originale
L'espèce Conus pseudaurantius a été décrite pour la première fois en 1985 par les malacologistes Danker L. Vink et Rudo von Cosel (d) dans « Revue Suisse de Zoologie »,.

### Synonymes
- Conus (Stephanoconus) pseudaurantius Vink & Cosel, 1985 · appellation alternative
- Protoconus pseudaurantius (Vink & Cosel, 1985) · non accepté
- Tenorioconus pseudaurantius (Vink & Cosel, 1985) · non accepté